# Nuevo Catálogo General

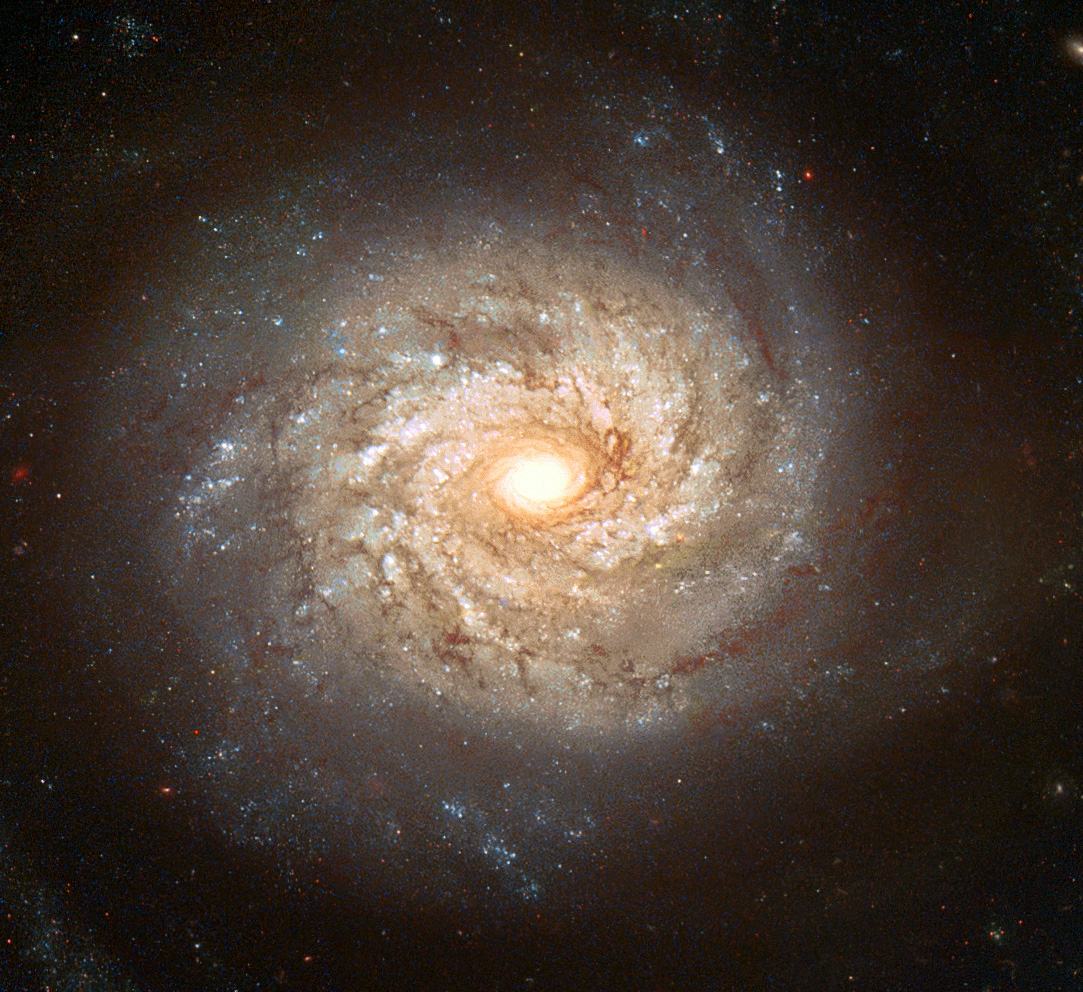
La galaxia espiral NGC 3982 muestra varios brazos espirales con estrellas brillantes, clusters azules y regiones oscuras. Se extiende 30 000 años luz y se encuentra a 60 millones de años luz de la Tierra. Puede ser vista incluso con un pequeño telescopio en la constelación de la Osa Mayor.

El Nuevo Catálogo General - "NGC" (cuyo nombre completo es Nuevo Catálogo General de Nebulosas y Cúmulos de Estrellas, en inglés New General Catalogue of Nebulae and Clusters of Stars), en contraposición al antiguo Catálogo General, es el catálogo de objetos de cielo profundo más conocido en la astronomía amateur. Contiene 7840 objetos difusos tales como nubes estelares, nebulosas planetarias y galaxias, la totalidad de objetos del cielo profundo conocidos a finales del siglo XIX.
El catálogo fue compilado en la década de 1880 por Johan Ludvig Emil Dreyer utilizando observaciones realizadas principalmente por William Herschel y su hijo, y expandidas con los dos catálogos conocidos como Catálogos Índice I y II (Index Catalogues, IC I & IC II), añadiendo cerca de 5000 nuevos objetos.
Los objetos difusos del hemisferio sur han sido menos estudiados que los objetos del hemisferio norte, muchos de los cuales fueron observados por John Herschel. El catálogo NGC contenía numerosos errores que han sido corregidos en su edición revisada: RNGC (Revised NGC, en español Nuevo Catálogo General Revisado).

## Otros catálogos astronómicos
- Catálogo Índice
- Catálogo General
- Catálogo Messier
- Nuevo Catálogo General Revisado
- Catálogo de Galaxias Principales
- Catálogo General Upsala